# Верхняя Салда
Верхняя Салда (на руски: Верхняя Салда) е град в Свердловска област, Русия. Населението на града към 1 януари 2018 година е 42 166 души.

## История
Селището е основано през 1778 година, през 1938 година получава статут на град.